# Shelby Young
Shelby Young, född 8 april 1992 i Florida, är en amerikansk skådespelare som är mest känd för att ha haft roller i American Horror Story, The Social Network, Nightlight och Star Wars Forces of Destiny.